# 佩雷赫雷斯蒂夫卡 (蘇梅區)
50°58′37″N 34°43′4″E / 50.97694°N 34.71778°E
佩雷赫雷斯蒂夫卡（烏克蘭語：Перехрестівка）是位於烏克蘭東北部的村莊，由蘇梅州蘇梅區的米科萊夫卡村級市鎮負責管轄。該村距離扎希爾斯凱和特羅希門科韋1公里，海拔高度178米，2001年人口30。